# Терон, Эктор
Эктор Терон (фр. Hector Thérond; 1772 — 1812) — французский военный деятель, майор (1807 год), участник революционных и наполеоновских войн.

## Биография
Эктор начал военную службу 13 января 1788 года в драгунском полку Короля (с 1 января 1791 года – 18-й драгунский полк). В кампании 1792 года сражался в рядах Альпийской армии, получил два сабельных удара в атаке при Соспелло. В 1793 году был переведён в Армию Восточных Пиренеев. 23 июня 1793 года особенно отличился при Круа-де-Буке, где в одиночку отправился на разведку позиций неприятеля, ранив несколько испанцев, а сам получил два пулевых ранения и удар саблей. 23 июля отметился мужественным поведением при Ируне, где был ранен штыком в правое колено и прямо на поле боя был произведён в младшие лейтенанты с назначением в 12-й гусарский полк. В 1796 году определён в Западную армию, в одном из боёв был ранен двумя пистолетными пулями. 5 декабря 1796 года был вынужден выйти в отставку по состоянию здоровья. 14 октября 1797 года женился на Нинетте-Аделаиде Ломбар (фр. Ninette-Adelaide Lombard).
26 сентября 1799 года возвратился к активной службе лейтенантом 1-го батальона департамента Гар. 23 октября 1800 года переведён в том же звании в 10-й гусарский полк Ласалля, с которым принимал участие в кампании 1800-01 годов в составе Итальянской армии. При Ловадине, имея всего 14 гусар, сдерживал перед дефиле всю вражескую кавалерию, которая шла атаковать французскую пехоту. С таким же количеством солдат при Кастель-Франко он разрезал австрийскую пехотную колонну из 3000 человек и заставил 1500 из них сложить оружие. В 1802 году служил в Южной наблюдательной армии, в 1803 году – в военном лагере Байонны. 24 января 1803 года был награждён Первым консулом Почётной саблей.
С 3 мая 1805 года стал адъютантом генерала Ласалля, с которым проделал кампании 1805 и 1806 годов. 18 декабря 1805 года произведён в капитаны. 14 октября 1806 года на поле сражения при Йене был награждён званием командира эскадрона, за то, что с необычайной энергией возглавил несколько атак по приказу Императора. 21 ноября 1806 года переведён в 5-й гусарский полк полковника Шварца, был вновь ранен при Вальтерсдорфе 4 февраля 1807 года. В течение Австрийской, Прусской и Польской кампаний получил пять пулевых ранений, шесть сабельных ударов, два штыковых, три удара пикой и потерял 5 лошадей, убитых под ним.
3 июля 1807 года получил звание майора, и был назначен заместителем командира 4-го драгунского полка. В том же году был прикомандирован к Армии Португалии в качестве командира 4-го временного драгунского полка и принял участие в боевых действиях на Пиренейском полуострове, отличился в сражении 21 августа 1808 года при Вимейро, где Терон провёл несколько блестящих атак и спас часть центра армии, получил пулевое ранение и был отмечен в рапорте генерала Жюно, адресованном Императору. После подписания 30 августа 1808 года Синтрийской конвенции возвратился во Францию, где занимался реорганизацией своего полка. С 1809 года командовал временными кавалерийскими полками в Испании, в 1810 году был прикомандирован к депо 4-го драгунского полка в Мулене, где и умер 17 августа 1812 года от последствий ранений в возрасте 40 лет. За свою военную карьеру этот храбрый старший офицер получил не менее двадцати девяти ранений.

## Воинские звания
- Младший лейтенант (23 июля 1793 года);
- Лейтенант (26 сентября 1799 года);
- Капитан (18 декабря 1805 года);
- Командир эскадрона (14 октября 1806 года);
- Майор (3 июля 1807 года).

## Награды
- Почётная сабля (24 января 1803 года)

 Легионер ордена Почётного легиона (24 сентября 1803 года)
 Офицер ордена Почётного легиона (14 июня 1804 года)